# The Speed of Now Part 1
The Speed of Now Part 1 è l'undicesimo album in studio del cantante country Keith Urban. L'album è stato pubblicato il 18 settembre 2020 tramite Hit Red e Capitol Records Nashville.

## Tracce
1. Out The Cage (feat. Breland & Nile Rodgers) – 3:09
2. One Too Many (feat. Pink) – 3:23
3. Live With – 3:17
4. Superman – 2:50
5. Change Your Mind – 3:52
6. Forever – 4:07
7. Say Something – 2:57
8. Soul Food – 2:36
9. Ain't It Like A Woman – 3:16
10. With You – 3:08
11. Tumbleweed – 2:48
12. God Whispered Your Name – 3:51
13. Polaroid – 2:31
14. Better Than I Am – 4:31
15. We Were (Extra Track) – 3:08